# Jerzy IV Lasza
Jerzy IV Lasza (zm. 1223) – król Gruzji z dynastii bagratydzkiej, panujący w latach 1213–1223.

## Życiorys
Był jedynym synem królowej Tamary i jej drugiego męża – Dawida Soslana, księcia Osetii. W 1207 został przez swoją matkę mianowany koregentem. Po śmierci matki kontynuował jej politykę zacieśniania związków feudalnych w Gruzji. Około roku 1210 stłumił rewolty w sąsiednich państwach wasalskich, gdzie panowali muzułmanie, potem rozpoczął przygotowania do ogromnej kampanii przeciwko muzułmańskiej Jerozolimie, która miała w 1220 wspomóc krzyżowców. Mongołowie, którzy stanęli u granic Gruzji, sprawili, że Jerzy IV musiał zrezygnować z krucjaty. Pierwszy atak Mongołów nastąpił w latach 1221–1222. Gruzini odnieśli poważne straty, a ich król został kilkakrotnie ranny. Przez te rany Jerzy IV zachorował i następnie zmarł w wieku zaledwie 31 lat. Tron po jego śmierci przejęła jego młodsza siostra – Rusudan.
Jerzy IV był znany jako człowiek o „otwartym umyśle” i dlatego spotykał się z krytyką ze strony konserwatywnych feudałów. Szlachta i kler odmówili uznania za królową żony Jerzego IV – dziewczyny pochodzącej z nieszlacheckiej rodziny. Król musiał im ulec i rozwieść się z żoną, ale odmówił poślubienia innej kobiety. Średniowieczne źródła opisują Jerzego IV jako mądrego władcę i dzielnego rycerza, a inne tymczasem piętnują jego amoralny styl życia i oddanie dla mistycyzmu, a nawet sufizmu.
Jerzego IV przeżył jego syn – Dawid (przyszły król Dawid VII).